# El Dorado (Arkansas)
El Dorado es la ciudad más grande y la sede del condado de Union, en Arkansas, Estados Unidos. De acuerdo con estimados de 2006 de la Oficina del Censo de los Estados Unidos, la población de El Dorado era de 20.467. La ciudad alberga los cuarteles de Murphy Oil Corporation, Deltic Timber Corporation y Lion Oil. El South Arkansas Community College se encuentra en El Dorado.

## Geografía
El Dorado se localiza a 33°12′49″N 92°39′45″O / 33.21361, -92.66250. Según la Oficina del Censo de los Estados Unidos, la ciudad tiene un área de 42,2 km², de los cuales 42,1 km² corresponde a tierra y 0,1 km² a agua (0,31%).

## Demografía
Para el censo de 2000, había 21.530 personas, 8.686 hogares y 5.732 familias en la ciudad. La densidad de población era 510,2 hab/km². Había 9.891 viviendas para una densidad promedio de 234,7 por kilómetro cuadrado. De la población 53,66% eran blancos, 44,18% afroamericanos, 0,20% amerindios, 0,71% asiáticos, 0,01% isleños del Pacífico, 0,39% de otras razas y 0,86% de dos o más razas. 1,04% de la población eran hispanos o latinos de cualquier raza.
Se contaron 8.686 hogares, de los cuales 30,7% tenían niños menores de 18 años, 42,9% eran parejas casadas viviendo juntos, 19,1% tenían una mujer como cabeza del hogar sin marido presente y 34,0% eran hogares no familiares. De 8.686 hogares, 304 era parejas no casadas: 243 heterosexuales, 19 parejas masculinas y 42 parejas femeninas. 30,7% de los hogares eran un solo miembro y 13,6% tenían alguien mayor de 65 años viviendo solo. La cantidad de miembros promedio por hogar era de 2,40 y el tamaño promedio de familia era de 2,99.
En la ciudad la población está distribuida en 26,3% menores de 18 años, 8,4% entre 18 y 24, 25,9% entre 25 y 44, 21,1% entre 45 y 64 y 18,3% tenían 65 o más años. La edad media fue 38 años. Por cada 100 mujeres había 85,7 varones. Por cada 100 mujeres mayores de 18 años había 78,8 varones.
El ingreso medio para un hogar en la ciudad fue de $27.045 y el ingreso medio para una familia $34.753. Los hombres tuvieron un ingreso promedio de $30.876 contra $19.211 de las mujeres. El ingreso per cápita de la ciudad fue de $16.332. Cerca de 20,0% de las familias y 24,6% de la población estaban por debajo de la línea de pobreza, 36,3% de los cuales eran menores de 18 años y 13,8% mayores de 65.

### Educación
Para el censo de 2000, 22,5% de las personas mayores de 25 años tenían un diploma de educación superior y 1.172 estudiantes asistían a escuelas públicas. A partir de 2007, los estudiantes que asisten a la El Dorado High School (Escuela Secundaria de El Dorado) y que viven en el distrito escolar de la ciudad son elegibles para una beca a cualquier universidad en los Estados Unidos a través de un programa llamado El Dorado Promise.

## Aeropuertos
El Dorado alberga dos aeropuertos, uno comercial y uno privado. El Aeropuerto Regional del Sur de Arkansas en Goodwin Field sirve a aviones privados principalmente, pero también ofrece un servicio comercial al Aeropuerto Internacional de Kansas City. El otro aeropuerto, el El Dorado Downtown Airport, se encuentra dentro de los límites de la ciudad y es usado principalmente por las compañías establecidas en el área.